# Babes in Arms (film)
Babes in Arms – zrealizowana w 1939 roku filmowa wersja broadwayowskiego musicalu z 1937 roku pod tym samym tytułem.

## Obsada
| Mickey Rooney     | jako Mickey Moran                   |
| Judy Garland      | jako Patsy Barton                   |
| Charles Winninger | jako Joe Moran                      |
| Guy Kibbee        | jako sędzia John Black              |
| June Preisser     | jako Rosalie Essex                  |
| Grace Hayes       | jako Florrie Moran                  |
| Betty Jaynes      | jako Molly Moran                    |
| Douglas McPhail   | jako Don Brice                      |
| Rand Brooks       | jako Jeff Steele                    |
| Leni Lynn         | jako Dody Martin                    |
| Cliff Edwards     | na klipie z filmu Hollywood Revue   |
| Charles King      | na klipie z filmu Melodia Broadwayu |
| Margaret Hamilton | jako Martha                         |
| Lelah Tyler       | jako Pani Brice                     |